# Kamerunische Fußballnationalmannschaft der Frauen
Die kamerunische Fußballnationalmannschaft der Frauen repräsentiert Kamerun im internationalen Frauenfußball. Die Nationalmannschaft ist dem kamerunischen Fußballverband unterstellt und wird von Carl Enow Ngachu trainiert.
Die kamerunische Auswahl wurde bisher viermal Zweiter bei der Afrikameisterschaft. Erstmals konnte sich die Mannschaft durch den zweiten Platz bei der Afrikameisterschaft 2014 für die Weltmeisterschaft qualifizieren und nahm 2012 an den Olympischen Spielen teil. Bis kurz vor den Olympischen Spielen spielte Kamerun nur gegen afrikanische Mannschaften. Im März 2011 erreichte die Mannschaft mit Platz 66 die beste Platzierung in der FIFA-Weltrangliste, schied danach aber zunächst in der Qualifikation für die Olympischen Spiele in London gegen den WM-Teilnehmer Äquatorial-Guinea aus. Äquatorialguinea wurde aber nachträglich disqualifiziert weil in den Qualifikationsspielen die Spielerin Jade Boho eingesetzt wurde, die zuvor schon für Spanien gespielt hat. Kamerun nahm nun weiter an der Qualifikation teil und spielte gegen Nigeria um einen Platz beim olympischen Fußballturnier. Nach einem 1:2 im Hinspiel gelang im Rückspiel ein 2:1 und anschließend konnte im Elfmeterschießen mit 4:3 erstmals die Olympiateilnahme perfekt gemacht werden. Durch die beiden Siege am „grünen Tisch“ konnte sich Kamerun in der am 16. März 2012 veröffentlichten FIFA-Weltrangliste um neun Plätze auf Rang 52 verbessern und nahm hinter Nigeria (Platz 27) und Ghana (Platz 51) den dritten Rang in Afrika ein.
Am 8. Juli 2012 spielte die Mannschaft erstmals außerhalb Afrikas und gegen eine europäische Mannschaft. In Turriff (Schottland) wurde mit 2:0 gegen Nordirland gewonnen.
Bei den Olympischen Spielen 2012 traf Kamerun in der Gruppenphase auf Neuseeland (1:3), Brasilien (0:5) und Großbritannien (0:3). Gegen jede dieser Mannschaften war es das erste Spiel. Als Gruppenletzter schied Kamerun nach der Gruppenphase aus.
Bei der Fußball-Weltmeisterschaft der Frauen 2015 erreichte Kamerun als einzige afrikanische Mannschaft die K.-o.-Runde, schied aber im Achtelfinale gegen China aus. Dennoch verbesserte sich Kamerun in der FIFA-Weltrangliste um 10 Plätze auf Platz 43, die bisher beste Platzierung.

## Turnierbilanz

### Weltmeisterschaft
| - 1991: nicht qualifiziert - 1995: zurückgezogen - 1999: nicht qualifiziert | - 2003: nicht qualifiziert - 2007: nicht qualifiziert - 2011: nicht qualifiziert | - 2015: Achtelfinale - 2019: Achtelfinale |

### Afrikameisterschaft
| - 1991: Zweiter - 1995: zurückgezogen - 1998: Vierter - 2000: Vorrunde - 2002: Dritter | - 2004: Zweiter - 2006: Vierter - 2008: Vierter - 2010: Vierter - 2012: Dritter | - 2014: Zweiter - 2016: Zweiter (Gastgeber) - 2018: Dritter - 2022: Viertelfinale - 2024: nicht qualifiziert |

### Olympische Spiele
| - 1996: nicht qualifiziert - 2000: nicht qualifiziert - 2004: nicht qualifiziert - 2008: nicht qualifiziert | - 2012: Vorrunde - 2016: nicht qualifiziert - 2021: nicht qualifiziert - 2024: nicht qualifiziert |

### Afrikaspiele
- 2003: Dritter
- 2007: nicht teilgenommen
- 2011: Sieger
- 2015: Zweiter

## Spiele gegen Nationalmannschaften deutschsprachiger Länder
Am 16. Juni 2015 fand in Edmonton im Rahmen der Fußball-Weltmeisterschaft der Frauen 2015 mit dem Spiel gegen die Schweiz erstmals ein Spiel gegen eine Mannschaft aus dem deutschen Sprachraum statt. Kamerun gewann nach 0:1-Rückstand mit 2:1 und zog ins Achtelfinale der WM ein.